# Clarks de Milwaukee
Les Clarks de Milwaukee sont une franchise de hockey sur glace ayant évolué dans la Ligue internationale de hockey puis dans l'Eastern Amateur Hockey League.

## Historique
L'équipe est créée en 1948 à Milwaukee au Wisconsin par la compagnie Clark's Super Gas service stations. Elle évolue dans la LIH durant sa première saison avant de rejoindre l'EAHL pour sa deuxième et dernière saison d'existence.

## Statistiques
| No | Saison    | PJ | V  | D  | N | BP  | BC  | Pts | Classement                         | Séries éliminatoires      | Entraîneur                   |
| -- | --------- | -- | -- | -- | - | --- | --- | --- | ---------------------------------- | ------------------------- | ---------------------------- |
| 1  | 1948-1949 | 32 | 16 | 15 | 1 | 148 | 139 | 33  | 3e place, division Sud de la LIH   | Éliminés au 2e tour       | George Boothman              |
| 2  | 1949-1950 | 51 | 19 | 24 | 8 | 191 | 210 | 46  | 3e place, division Ouest de l'EAHL | Pas de séries dans l'EAHL | George Boothman Keith Tolton |